# 刘彦文
刘彦文（1110年—1132年），又作劉文彥，北宋大臣，宋徽宗的驸马。

## 生平
劉文彥娶宋徽宗之女显德帝姬。靖康之变时，刘文彦随宋徽宗、宋钦宗被金朝俘虏到五国城。天会十年（1132年）六月廿四日，宋徽宗的第十五子前沂王赵㮙与刘文彦合谋，诬告昏德公（宋徽宗）谋反。金朝派人查问，蔡鞗挺身出面维护宋徽宗。七月，蔡鞗与宋徽宗的另一儿子莘王赵植出面与沂王、刘文彦对辨，三天后，沂王、刘文彦无法辩驳，金人将他们诛杀。